# Nördestmyran
Nördestmyran är ett naturreservat i Skellefteå kommun i Västerbottens län.
Området är naturskyddat sedan 2014 och är 36 hektar stort. Reservatet omfattar ett myrområde och kringliggande skog. Myrarna är av typen rikkärr. Här växer guckusko.